# Левицький Андрій Едуардович
Андрі́й Едуа́рдович Леви́цький (24 листопада 1962, Житомир) — доктор філологічних наук (1999), професор (2001).

## Сфери наукових інтересів
Англійська мова (дослідження різнорівневих одиниць мови у когнітивному та комунікативному аспектах), теорія мови (мовні контакти, особливості взаємодії мови, мовлення та мислення), зіставне мовознавство.

## Освіта
У 1985 році закінчив факультет іноземних мов Житомирського державного педагогічного інституту ім. І. Я. Франка. Після закінчення інституту працював викладачем кафедри іноземних мов, кафедри англійської мови.
Навчався в аспірантурі Київського державного педагогічного інституту іноземних мов, де у 1991 році достроково захистив кандидатську дисертацію зі спеціальності германські мови на тему «Функціонально-семантичне поле ступеня кваліфікації прояву ознаки у сучасній англійській мові».
У 1994 році отримав вчене звання доцента по кафедрі англійської мови.

## Наукова діяльність
З травня 1991 р. по вересень 1995 р. працював на посадах викладача, старшого викладача, доцента, завідувача кафедри англійської мови, заступника декана, декана факультету іноземних мов, а з вересня 1998 р. по вересень 2001 р. — декана факультету іноземних мов, проректора з наукової роботи у рідному вищому навчальному закладі.
У період з 1995 по 1998 роки був докторантом Київського державного лінгвістичного університету, де у 1999 році захистив докторську дисертацію зі спеціальності германські мови на тему «Функціональні зміни в системі номінативних одиниць сучасної англійської мови». Підхід до визначення функціонального аспекту слів, словосполучень та речень як взаємодії когнітивного та комунікативного начал став визначальним до його подальших наукових праць.
У 2001 році отримав вчене звання професора по кафедрі англійської філології. З того ж часу протягом 3 років завідував кафедрою граматики та історії англійської мови у Київському національному лінгвістичному університеті.
Протягом 2004—2014 років викладав у Київському національному університеті імені Тараса Шевченка курси «Порівняльна лексикологія англійської та української мов», «Порівняльна граматика англійської та української мов», «Теорія міжкультурної комунікації», «Комунікативні стратегії».
У 2013 році отримав запрошення від МДУ імені М. В. Ломоносова, яке прийняв у 2014 році.
Співпрацював з навчальними закладами: Донецький національний університет, Ніжинський державний університет, Український інститут лінгвістики та менеджменту, Міжнародний науково-технічний університет, Університет сучасних знань, Український морський інститут.

### Твори
Левицький автор та співавтор близько 230 наукових і науково-методичних публікацій, зокрема, монографій:
- «Функциональные подходы к классификации единиц современного английского языка» (1998)
- «Функциональная переориентация номинативных единиц современного английского языка» (2001)

підручників:
- «Linguistics» (2005)
- «Comparative Grammar of English and Ukrainian» (2008)

низки навчальних посібників; статей у наукових виданнях України, Росії, Білорусі, Казахстану, Узбекистану, Польщі, Румунії, Словаччини.
Брав участь у наукових конференціях з проблем лінгвістики у Росії, Білорусі, Великій Британії, Франції, Словаччині. Виборов право на отримання грантів для стажування у Великій Британії (1995), США (2001), США (2011–2012). Підготував 3 докторів і 23 кандидатів наук.

## Звання
- Почесний член товариства викладачів англійської мови TESOL-Ukraine. У 2002–2004 роках був головою товариства викладачів англійської мови України USSE.
- Відмінник освіти України (1999)
- нагороджений Грамотою Міністерства освіти України (1995)